# Architettura high-tech

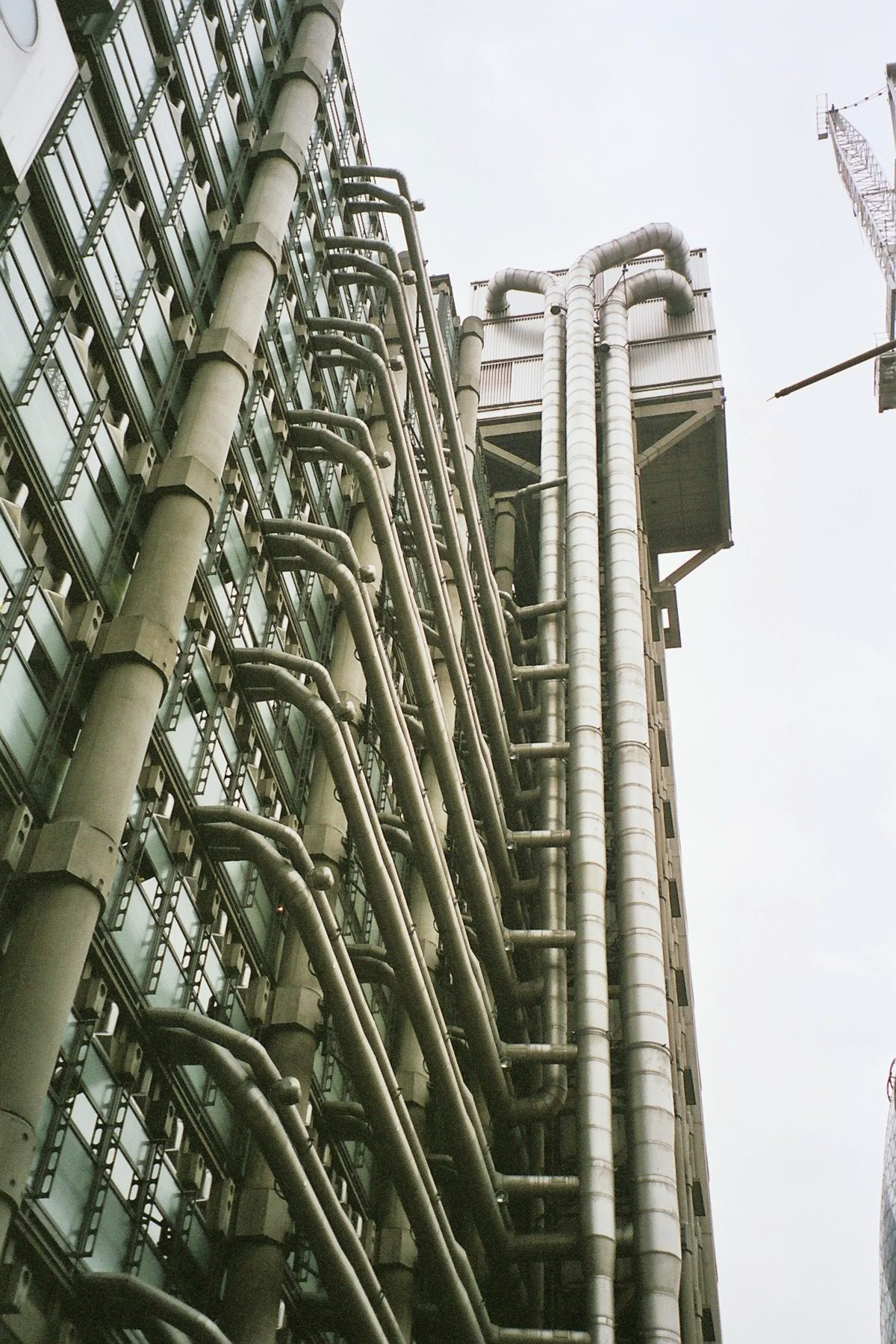
Sede Lloyd's a Londra, di Richard Rogers

L'high-tech (dall'espressione generica high-tech, "alta tecnologia"), conosciuto anche come espressionismo strutturale, è uno stile architettonico sviluppatosi negli anni settanta. Prese il suo nome da High-Tech: The Industrial Style and Source Book for The Home, un libro pubblicato nel 1978 da Joan Kron e Suzanne Slesin. Il libro così come lo stile si avvalse pesantemente di materiali industriali come coperture di pavimento di fabbrica.
Un altro termine per identificare questo stile è tardo modernismo, infatti, inizialmente l'architettura High Tech sembrò una rivisitazione del Modernismo; uno sviluppo delle idee precedenti supportate da una maggiore innovazione nei supporti tecnologici. Questo periodo fa da ponte tra il Modernismo e il Postmodernismo; si insinua in uno di quei periodi grigi come ogni volta che finisce un periodo e ne inizia un altro.

## Storia
Nasce negli anni settanta come alternativa al Movimento Moderno per chi pensava che tale movimento avesse perso di originalità e dinamicità; il modernismo infatti aveva portato ad un'architettura dalle forme semplici e perlopiù standardizzate e la ricerca dell'economicità per massimizzare l'espansione edilizia accentuava negativamente questa caratteristica portando a creare intere aree urbane anonime. In verità l'architettura high-tech e quella moderna negli anni successivi arrivarono ad influenzarsi a vicenda, ma la prima era sempre caratterizzata da una continua necessità di esprimere le innovazioni tecnologiche apportate all'architettura, e di creare edifici che si staccassero nettamente dal contesto architettonico che li circondava.
L'innovazione scientifica e tecnologica negli anni settanta ebbero un grande impatto sulla società. Sovreccitati dalla corsa allo spazio con lo sbarco sulla luna di Neil Armstrong nel 1969, ed insieme alle esasperate innovazioni della tecnologia militare, questi sviluppi insinuarono nelle menti delle persone che sempre di più potesse essere realizzato con lo sviluppo tecnologico. Gli strumenti tecnologici divennero sempre più comuni alla vista delle persone con il tempo grazie all'uso sempre più frequente di scale mobili, teleschermi, cuffie e strutture in vista. Queste costruzioni high-tech divennero ogni giorno più visibili. Negli anni ottanta, l'high-tech divenne più difficile distinguere dalle altre architetture Postmoderne. Molti dei suoi temi e idee furono assorbiti nel linguaggio delle altre correnti architettoniche postmoderne e la distinzione cessò.
Gli edifici furono costruiti principalmente in Europa e Nord America. Dopo la distruzione di molti edifici storici in Europa durante Seconda guerra mondiale, ripristinarli era molto problematico. Gli architetti dovevano decidere se replicare gli elementi storici o sostituirli con materiali moderni e nuove estetiche. In anni recenti l'high-tech identifica un movimento architettonico volto a manifestare la tecnologia applicata all'edificio soprattutto nella forma, la quale porta l'osservatore a chiedersi quale innovazione tecnologica è stata applicata per permettere all'edificio stesso di conservare determinate caratteristiche. Tensostrutture, profili ridottissimi, sbalzi improbabili e giochi di superfici impensabili fino al quel momento. Ma la tecnologia applicata non è solo di tipo strutturale: la chiesa del Giubileo a Roma, per esempio, non è solo caratterizzata da vele che sembrano essere sorrette da forze invisibili e invece sono autoportanti, ma la caratteristica principale della struttura è il cemento utilizzato. Si tratta in questo caso di un particolare cemento, realizzato e brevettato da Italcementi, con la capacità di autopulirsi grazie a un effetto di fotocatalisi. Tale materiale è stato denominato cemento mangiasmog.

## L'architettura high-tech in Italia

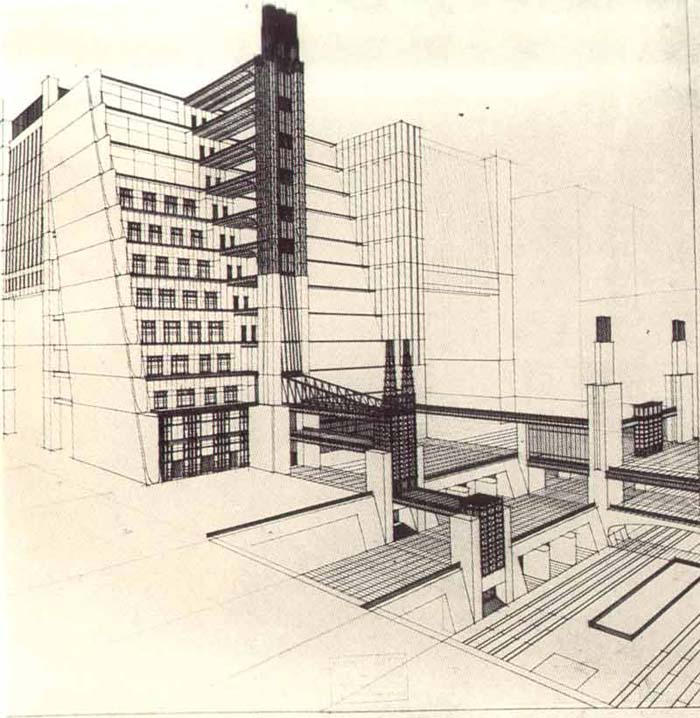
Edificio futurista di Antonio Sant'Elia.

Nel Bel paese il concetto di architettura high-tech appare per la prima volta nel Manifesto dell'Architettura futurista del 1914 dove è ben evidente la necessità di applicare all'architettura ogni nuova tecnologia possibile «dobbiamo trovare quell'ispirazione negli elementi del nuovissimo mondo meccanico che abbiamo creato» o forma concepibile «L'architettura come arte delle forme degli edifici secondo criteri prestabiliti è finita».
Il movimento high-tech vero e proprio si sviluppa verso i primi anni settanta, in linea quindi col resto d'Europa, d'altronde in quegli anni inizia la sua attività uno dei più grandi promotori dell'architettura high-tech: Renzo Piano. L'architetto genovese realizza per B&B Italia a Novedrate degli uffici che rispecchiano pienamente lo stile. In anni più recenti la nuova concezione di architettura high-tech si moltiplica in Italia, lo stesso Renzo Piano nel 2001 realizza la Biosfera, nei pressi del Porto Antico di Genova, l'anno successivo realizza la Pinacoteca Giovanni e Marella Agnelli presso Lingotto (Fiat) e l'Auditorium Parco della Musica a Roma. Oltre allo statunitense Richard Meier, con la chiesa del Giubileo e al britannico Norman Foster con il progetto per la facoltà di Giurisprudenza di Torino anche l'architetto spagnolo Santiago Calatrava realizza in Italia due sue opere che hanno un impatto molto forte con il contesto che le circondano; il Ponte della Costituzione a Venezia e i ponti sull'autostrada A1 presso Reggio Emilia.

## Scopi
L'architettura High Tech si sviluppò su molti dei temi propri dell'Architettura Moderna, dei quali si appropriò rielaborandoli e sviluppandoli in base alle ultime tendenze. Gli scopi principali dell'architettura High Tech sono quelli di sorprendere, creare qualcosa di nuovo ed evidenziarne le sue complessità tecniche.
L'Architettura Moderna si sforzò nel ribellarsi contro le norme prestabilite per creare una nuova estetica. L'architettura High Tech continua quel atteggiamento ribelle. Nel libro: High-Tech: The Industrial Style and Source Book for The Home, quando Joan Kron e Suzanne Slesin discussero riguardo all'estetica High-Tech, enfatizzarono utilizzando espressioni come your parents might find insulting (NDT è probabile che i tuoi genitori lo trovino insultante). Questo spirito dimostra così adeguatamente l'atteggiamento ribelle.
Kron e Slesin andarono ancora più avanti (quando coniarono il nome del movimento nel libro) spiegando il termine High Tech come quello usato nei circoli architettonici per descrivere un numero sempre maggiore di residenze e di edifici pubblici con un aspetto crudamente tecnologico (NDT nuts-and-bolts-exposed-pipes technological look).

## L'edificio high-tech
In architettura l'edificio può essere considerato un "contenitore" la cui forma è indipendente dalla funzione svolta al suo interno.
L'edificio high-tech permette di compiere molteplici e differenti funzioni al suo interno. Questo perché lo spazio interno viene suddiviso, sia orizzontalmente che verticalmente, seguendo una griglia modulare che permette il controllo di tutto l'edificio (pianta libera).
Oltre alla flessibilità interna, l'edificio high-tech è studiato per essere ripetuto modularmente (cioè nelle dimensioni) sia longitudinalmente che trasversalmente, con la ripetizione del piano o della facciata. Vi è una disposizione relativamente ordinata ed un uso frequente di elementi prefabbricati. I moduli di servizio affiancano le unità spaziali principali e contengono quei servizi ed impianti che, se disposti all'interno dell'involucro principale, ne comprometterebbero la funzionalità.
La funzione dell'edificio inoltre è stata elaborata per non essere impostata. Questa flessibilità significa che l'edificio dovrebbe essere un catalizzatore, i servizi tecnici devono essere forniti ma stabilmente definiti
Un'importante peculiarità dell'architettura high-tech è la trasparenza dell'involucro. Nell'approccio tecnologico, infatti, si ritiene necessario mostrare con chiarezza l'organizzazione costruttiva seguendo il concetto: "è high-tech se si vede".  Vi è quindi l'esposizione dei componenti tecnici e funzionali della costruzione.
Un altro aspetto dell'architettura High Tech era quello di una rinnovata fiducia nelle potenzialità della tecnologia nel migliorare il mondo. Ciò è particolarmente evidente nei progetti per costruzioni tecnicamente sofisticate di Kenzō Tange da realizzarsi in Giappone durante il boom edilizio negli anni sessanta. Pochi di questi progetti si sono realmente trasformati in edifici.
Quando si parla di architettura high-tech si possono individuare almeno 4 forme tipologiche:
- La maglia - Stabilimento Renault di Norman Foster;
- Il tunnel monodirezionale - Sainsbury Center di Foster - dove si esplica la totale continuità tra parete orizzontale e parete verticale: il tunnel si può ampliare in entrambe le direzioni (es. aeroporto di Osaka di Renzo Piano);
- La cupola geodetica, costruita con aste d'alluminio ideate e sperimentate da Fuller. Lo spazio all'interno è completamente libero, si parla di flessibilità d'uso e ampliabilità nel senso che non si può aumentare di diametro, però si possono assemblare altri spazi.
- L'edificio in altezza, nato per applicare in verticale lo stesso principio del tunnel. Anche in questa soluzione i servizi sono al di fuori dello spazio servito, in modo tale da non essere vincolanti. (es. Sede di Lloyd's nella City di Londra, di Richard Rogers e Century Tower a Tokio, di Foster);

## Gli interni
Per quanto riguarda l'architettura d'interni c'era la tendenza ad usare elementi di tipo industriale come oggetti familiari; ad esempio, recipienti usati dall'industria chimica come vasi da fiori. Questo perché un obiettivo era l'uso dell'estetica industriale, in parte perché la gente si spostava verso spazi precedentemente industriali per andarci a vivere. Il movimento ha mirato a dare a tutto un'apparenza industriale.
Gli elementi tecnici in mostra per generare l'estetica industriale avevano fini funzionali oltre che estetici. Rispondono ad un'esigenza progettuale risolvendo problemi di design. Sono comunque funzionali; ciò è una rielaborazione del funzionalismo del Movimento Moderno. Tuttavia, gli elementi industriali mantengono in gran parte un'apparenza ed uno scopo funzionali.

## Esempi di Architettura high-tech
Gli edifici high-tech fanno largo uso di strutture in vetro e acciaio, prendendo esempio dall'architettura moderna e dagli edifici commerciali di Mies van der Rohe. Le Sears Tower dimostrano che si può costruire un edificio altissimo con pareti di vetro e strutture tubolari d'acciaio. L'architettura high-tech ha sviluppato un linguaggio tecnico libero dagli ornamenti storicisti dell'architettura moderna. Ne è esempio la torre della televisione di Žižkov a Praga. Da lontano la sua strana struttura sembra una rampa di lancio per missili e si ispira allo sviluppo tecnologico dell'epoca. Molti edifici high-tech si propongono di essere dinamici nello scopo d'uso. Ciò è ben mostrato dallo Stadio Olimpico di Monaco di Baviera di Günter Behnisch e Frei Otto; questa architettura è stata pensata per essere usata per diverse discipline sportive. In generale, anche se i tratti caratteristici dell'architettura high-tech variano, vi è sempre una "adorazione" degli elementi tecnici.
Il Centre Georges Pompidou dell'architetto italiano Piano (realizzato insieme a Richard Rogers) è esempio completo di tale stile architettonico. Esso evidenzia tutte le caratteristiche dell'architettura high-tech. La struttura portante, i condotti di ventilazione, le scale mobili, tutto a vista. Tutto ciò fu rivoluzionario, poiché ad esempio i condotti di ventilazione, in precedenza, normalmente sarebbero stati un componente nascosto sulla parte interna della costruzione. Anche l'ingresso e i percorsi sono all'esterno, facendo permeare anche chi entra dall'esterno.  Tra gli esempi più recenti di architettura high-tech, in Italia, vi è l'Arco olimpico di Torino e il Grattacielo Intesa Sanpaolo di Renzo Piano.

## Galleria d'immagini

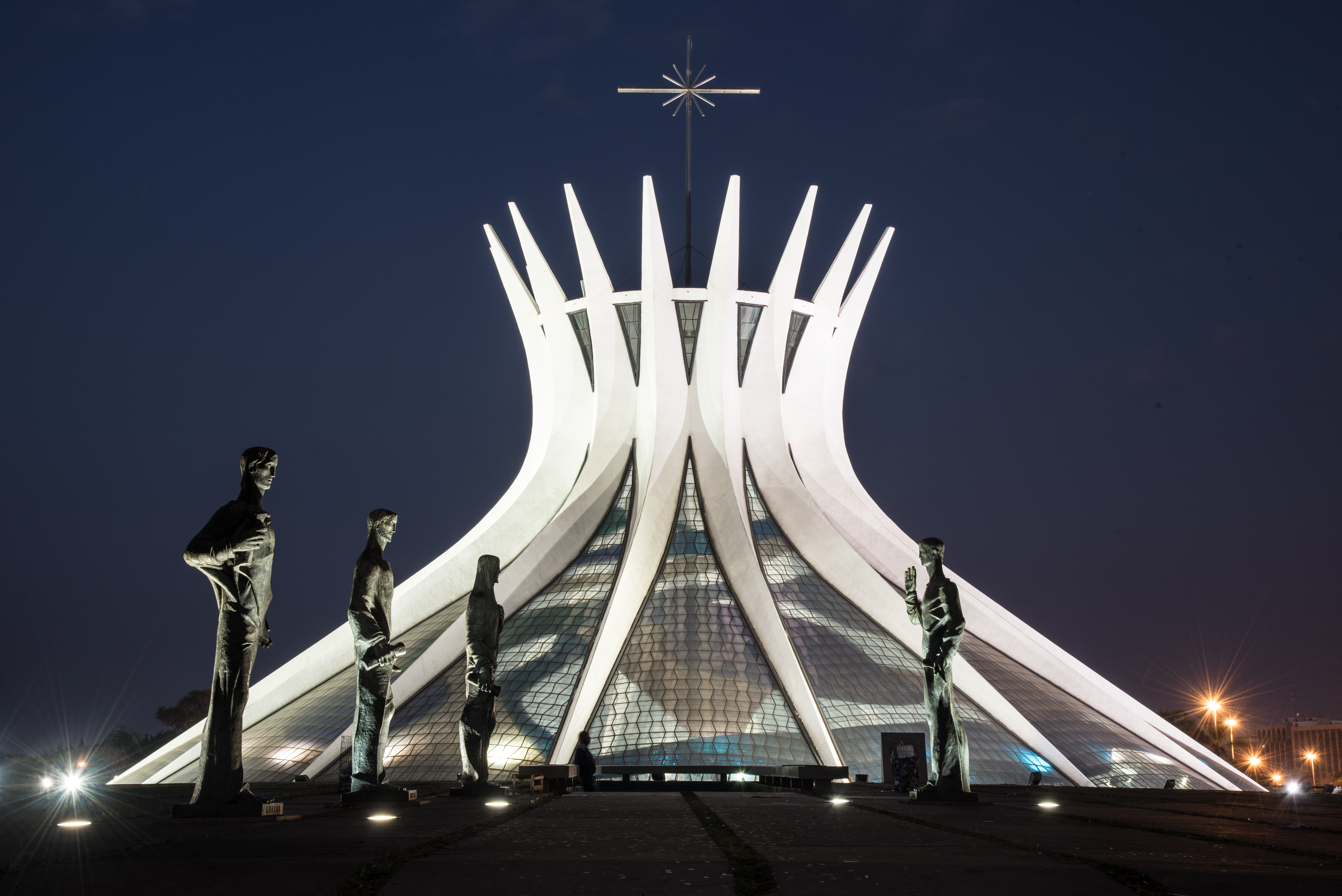
La Cattedrale di Brasilia (1970)
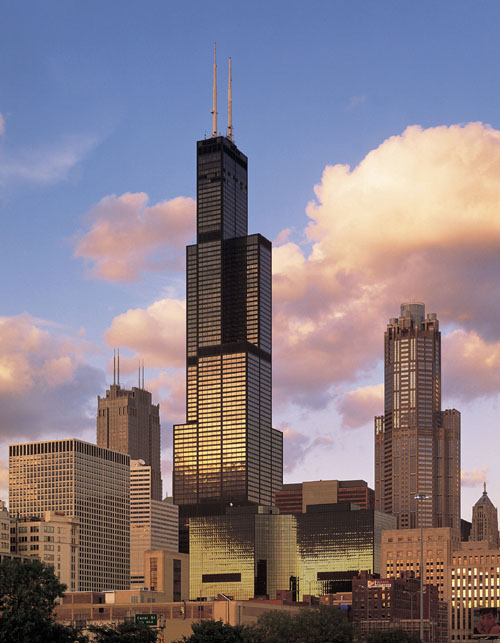
Sears Tower di Skidmore, Owings and Merrill (SOM), Chicago - Stati Uniti d'America, 1973
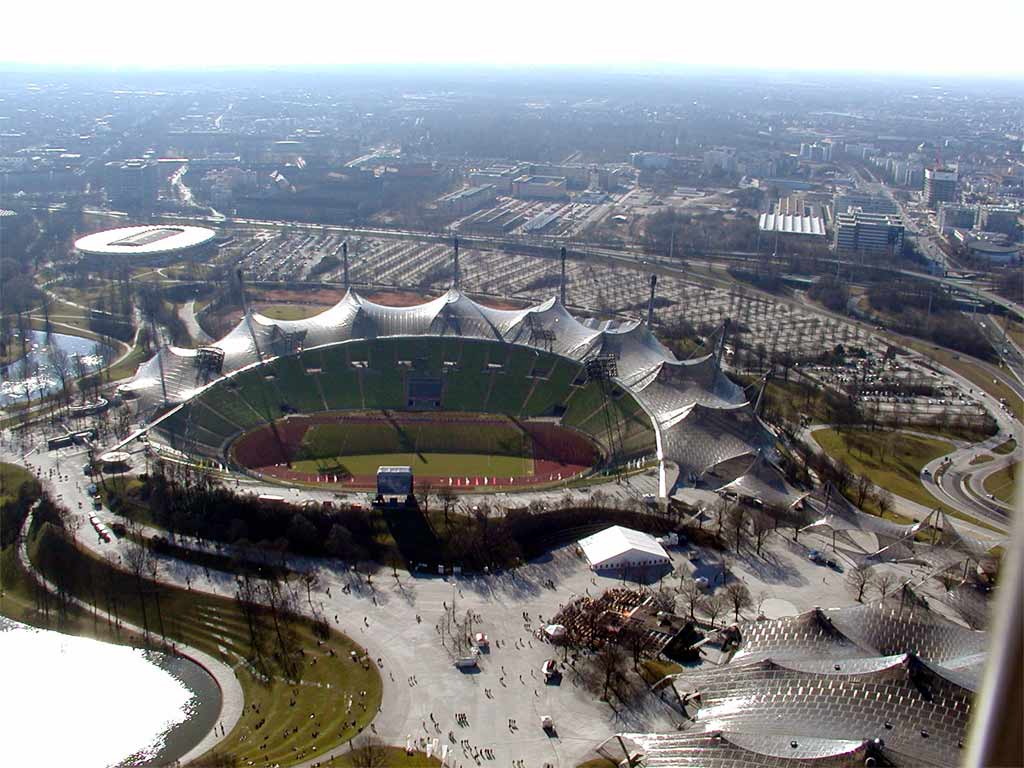
Stadio Olimpico di Monaco di Baviera di Günter Benisch e Frei Otto, Monaco di Baviera - Germania, 1971
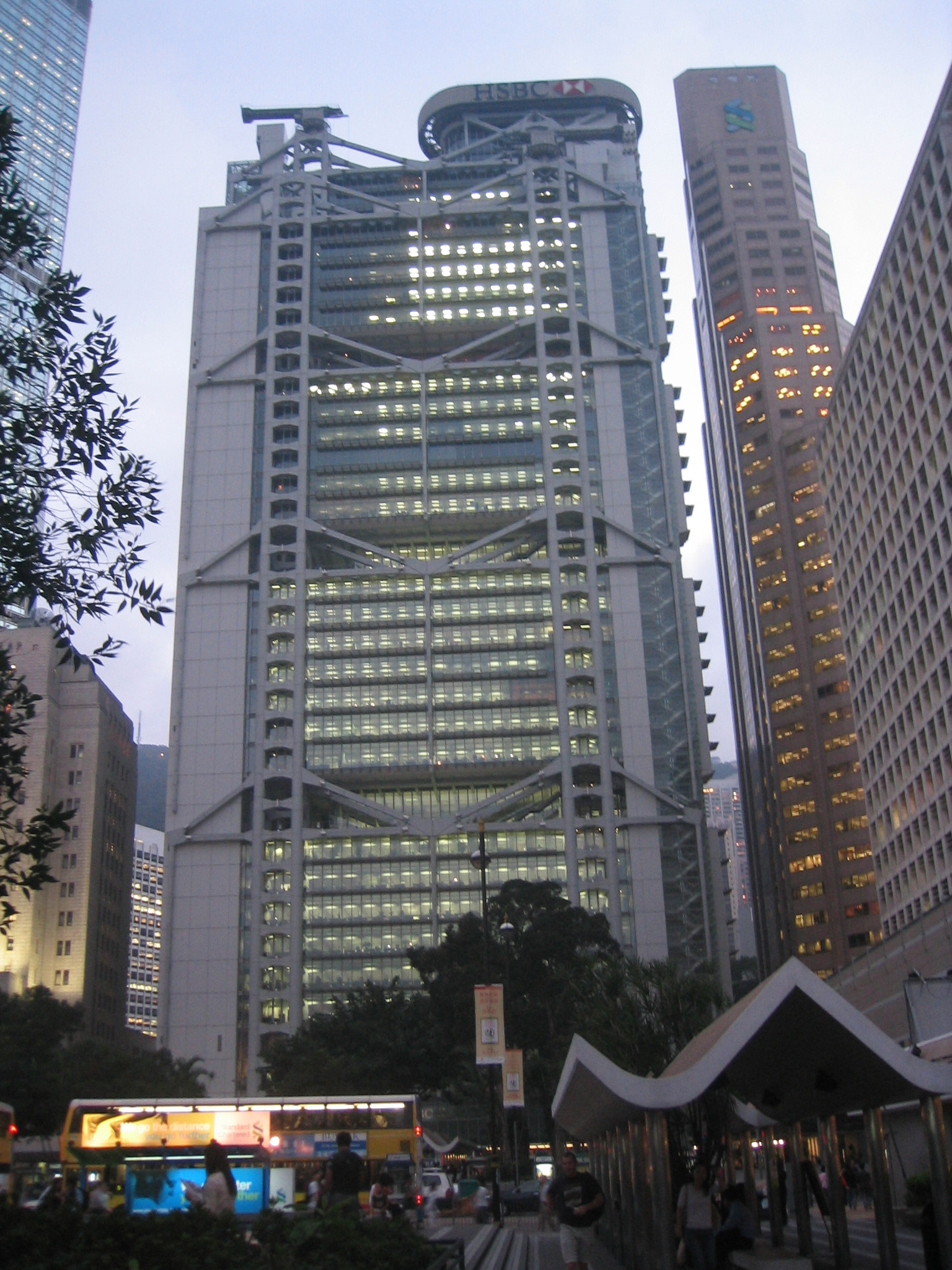
La Sede centrale della HSBC (Hong Kong) (1985)
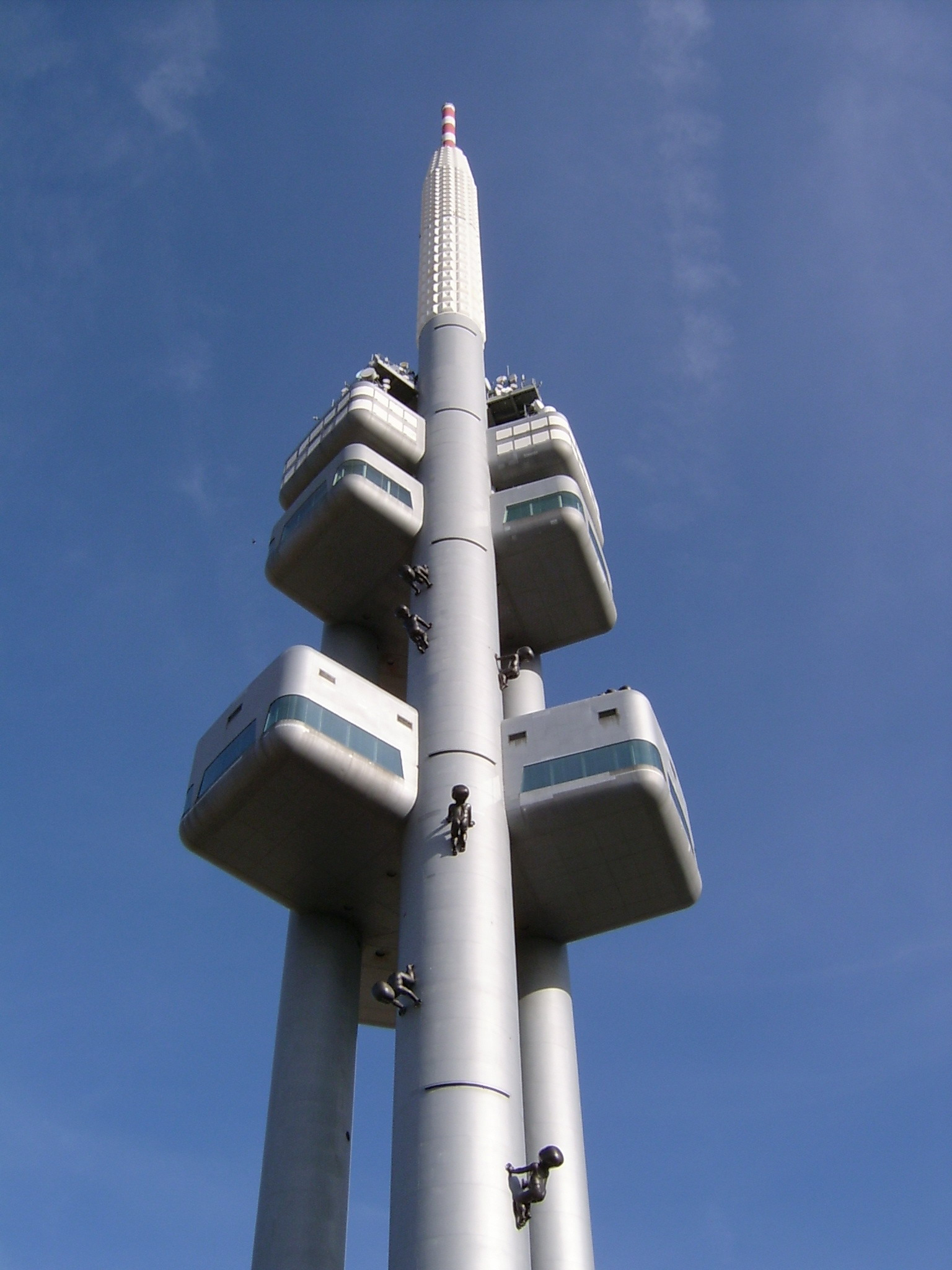
Torre della televisione Žižkov di Václav Aulický, Praga - Repubblica Ceca, 1992
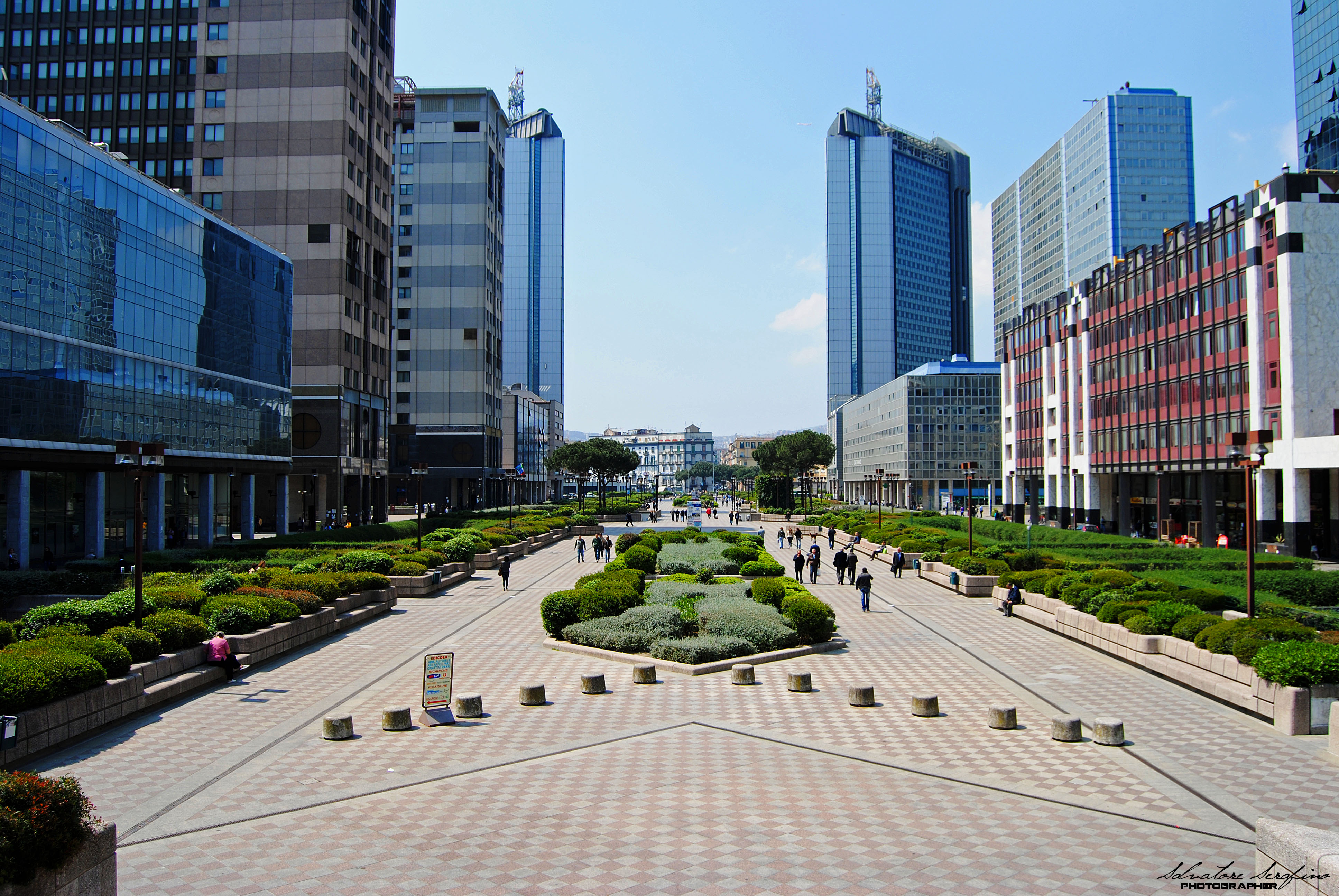
Il Centro direzionale di Napoli (1995)
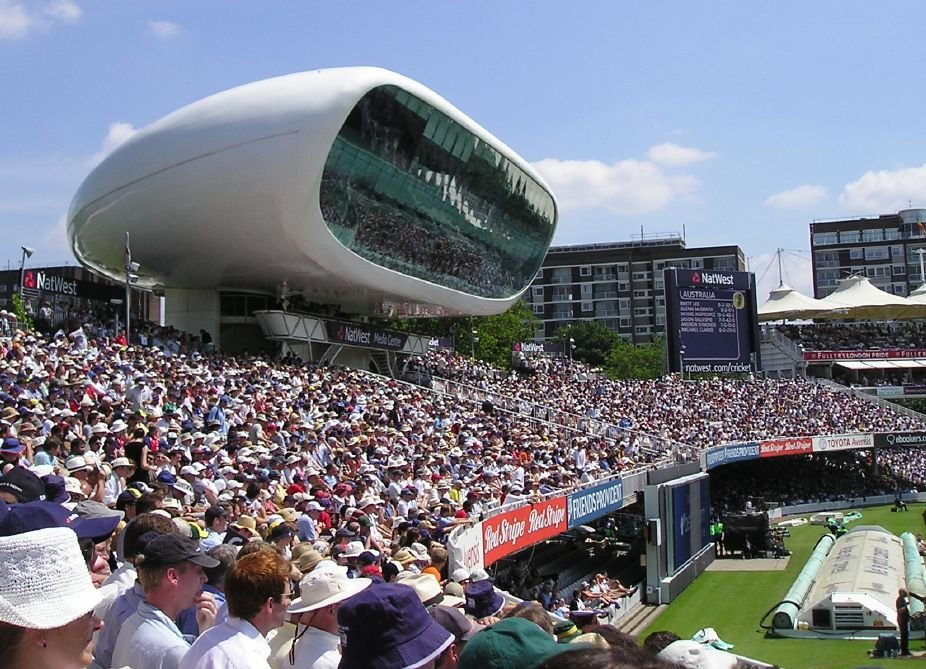
Media Centre del Lord's Cricket Ground di Future Systems e Arup, Londra - Regno Unito, 1999
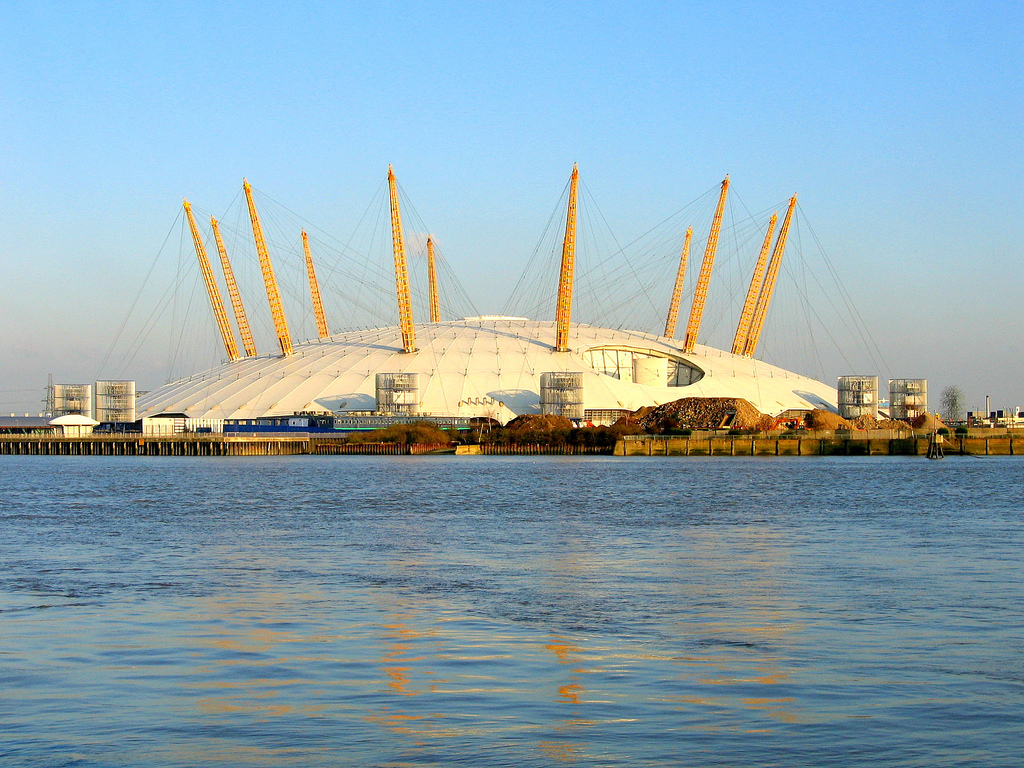
Il Millennium Dome di Londra (1999)
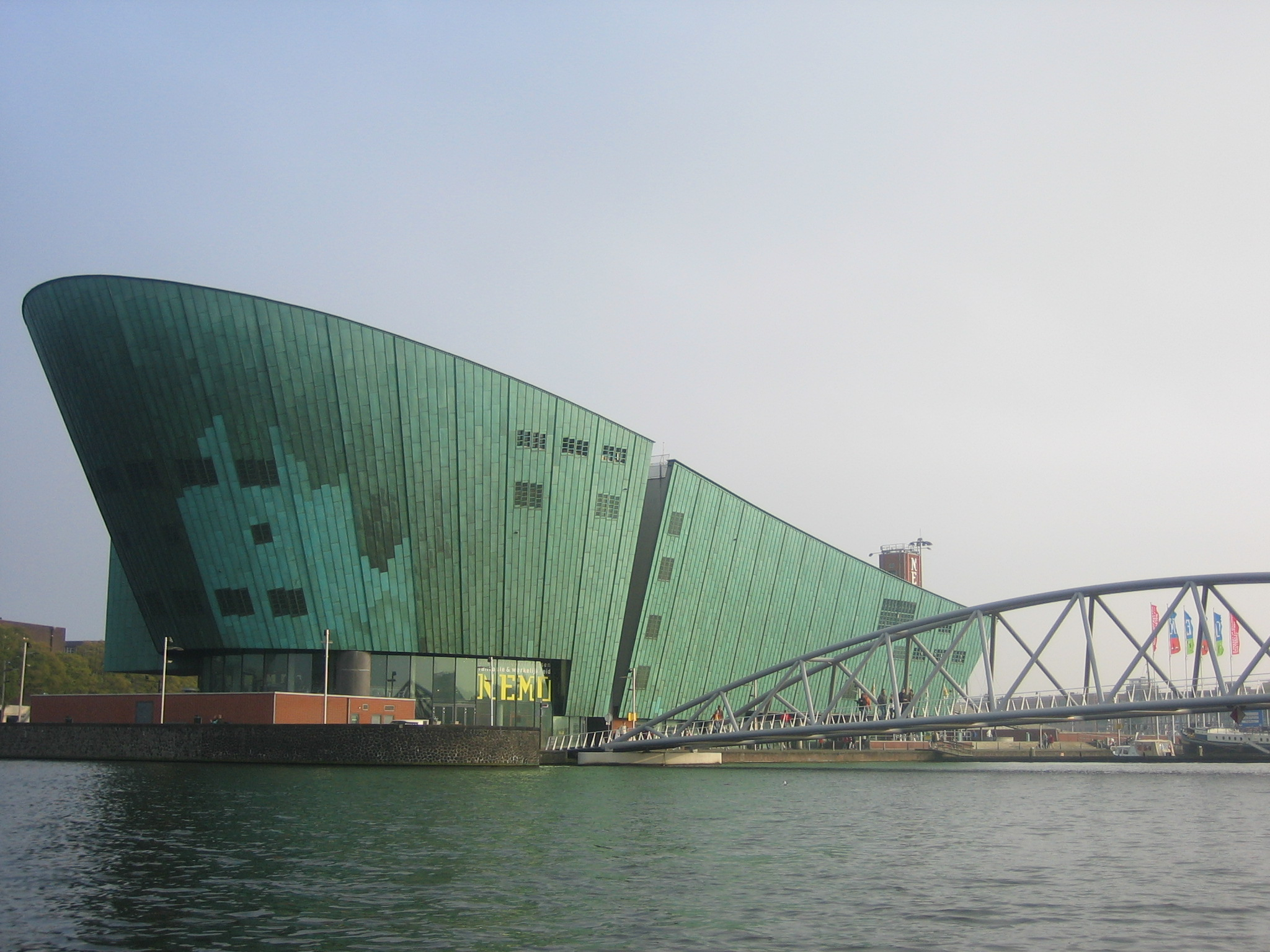
Il NEMO ad Amsterdam
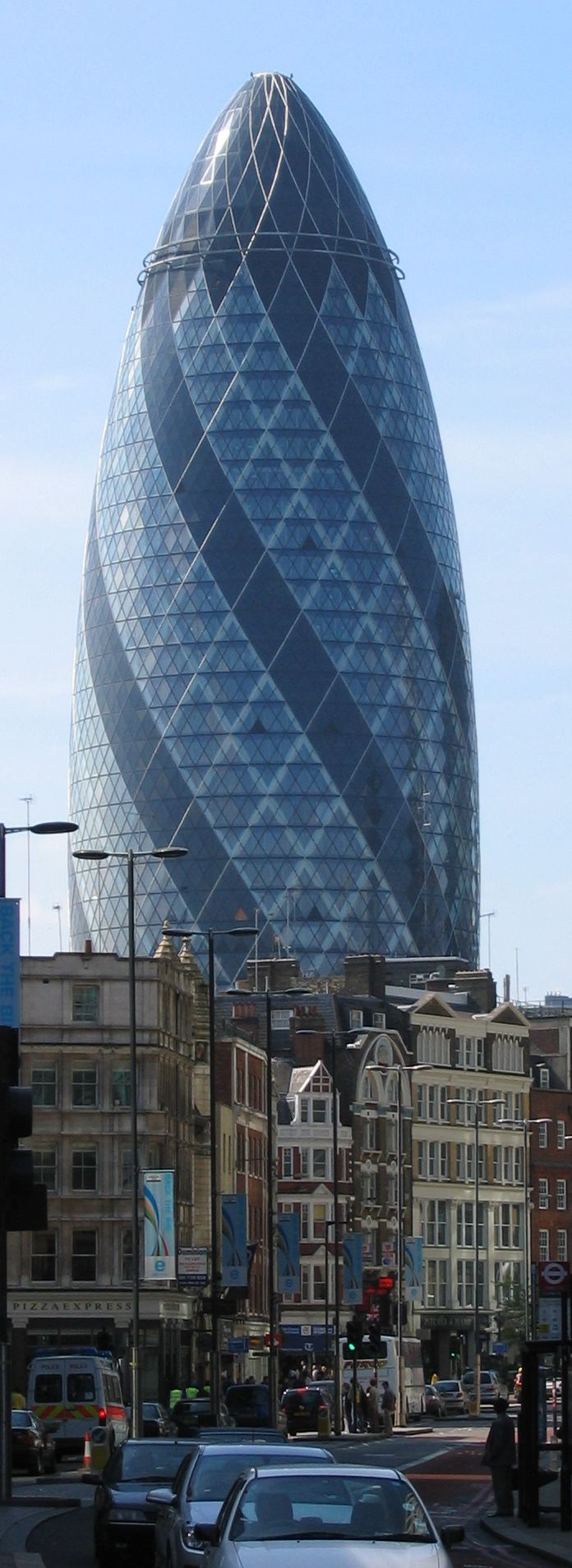
il 30 St Mary Axe a Londra (2002)